# FC Fribourg
Der FC Fribourg ist ein  Schweizer Fussballverein aus der Stadt Freiburg im Üechtland. Der FC Fribourg spielt aktuell in der 2. Liga Interregional, der fünfthöchsten Liga der Schweiz.

## Geschichte
Der Verein wurde am 21. Oktober 1900 gegründet. Der Spitzname der Mannschaft lautet Les Pingouins ("Die Pinguine").

Logo während der 1960er- bis 1980er-Jahre

## Stadion
Der FC Fribourg trägt seine Heimspiele im Stade Universitaire Saint-Léonard aus. Die Kapazität beträgt 6000 Zuschauer, wovon 1000 Sitzplätze und 5000 Stehplätze sind.

## Ehemalige Trainer & Spieler
Ehemalige Trainer und Spieler sind hier zu finden.